# 王志珍
王志珍（1942年7月6日—），出生于上海，原籍江苏吴县，中华人民共和国政治人物，原副国级领导人，中国生物化学与分子生物学家。

## 生平
1942年出生在上海，原籍江苏吴县。1964年毕业于中国科学技术大学生物物理系。1964年任中国科学院生物物理研究所研究实习员，1979年任助理研究员，1985年任副研究员，1993年任研究员。
2005年至2008年任九三学社中央副主席，中国科学院生物物理研究所研究员。2008年任十一届全国政协副主席，九三学社中央副主席，中国科学院生物物理研究所研究员。
2001年当选为中国科学院院士，2005年当选为发展中国家科学院院士。